# Peter Bisák
Peter Bisák (ur. 22 czerwca 1949) – słowacki ekonomista i polityk, w latach 1994–1998 minister zarządu i prywatyzacji majątku narodowego w trzecim rządzie Vladimíra Mečiara.

## Życiorys
W 1973 ukończył studia w Wyższej Szkole Ekonomicznej w Bratysławie. W latach 1974–1985 zatrudniony na stanowisku ekonomisty w Powiatowej Radzie Narodowej w Żylinie, następnie zaś w miejskim przedsiębiorstwie budowlanym w Żylinie (1985–1990). Od 1992 wykonywał zawód przedsiębiorcy. W latach 1994–1998 sprawował funkcję ministra zarządu i prywatyzacji majątku państwowego w rządzie Vladimíra Mečiara z ramienia Zrzeszenia Robotników Słowacji.